# Сойма (приток Войнинги)
Со́йма — река в России, протекает в Судогодском районе Владимирской области. Устье реки находится в 15 км по левому берегу реки Войнинга. Длина реки составляет 29 км, площадь водосборного бассейна — 200 км².
Река начинается у деревни Никитино к северу от посёлка Головино. В верховьях на реке плотина и запруда, ещё одна запруда находится ниже у деревни Веригино в районе впадения слева реки Сухорика. Сойма течёт на восток, на берегах реки многочисленные небольшие деревни Судогодского района. Крупнейшие притоки — Сухорика (левый); Каменка (правый). Впадает в Войнингу напротив деревни Лобаново.

## Данные водного реестра
По данным государственного водного реестра России относится к Окскому бассейновому округу, водохозяйственный участок реки — Клязьма от города Владимир до города Ковров, без реки Нерль, речной подбассейн реки — бассейны притоков Оки от Мокши до впадения в Волгу. Речной бассейн реки — Ока.
По данным геоинформационной системы водохозяйственного районирования территории РФ, подготовленной Федеральным агентством водных ресурсов:
- Код водного объекта в государственном водном реестре — 09010300912110000032912
- Код по гидрологической изученности (ГИ) — 110003291
- Код бассейна — 09.01.03.009
- Номер тома по ГИ — 10
- Выпуск по ГИ — 0